# 桁 (建築)

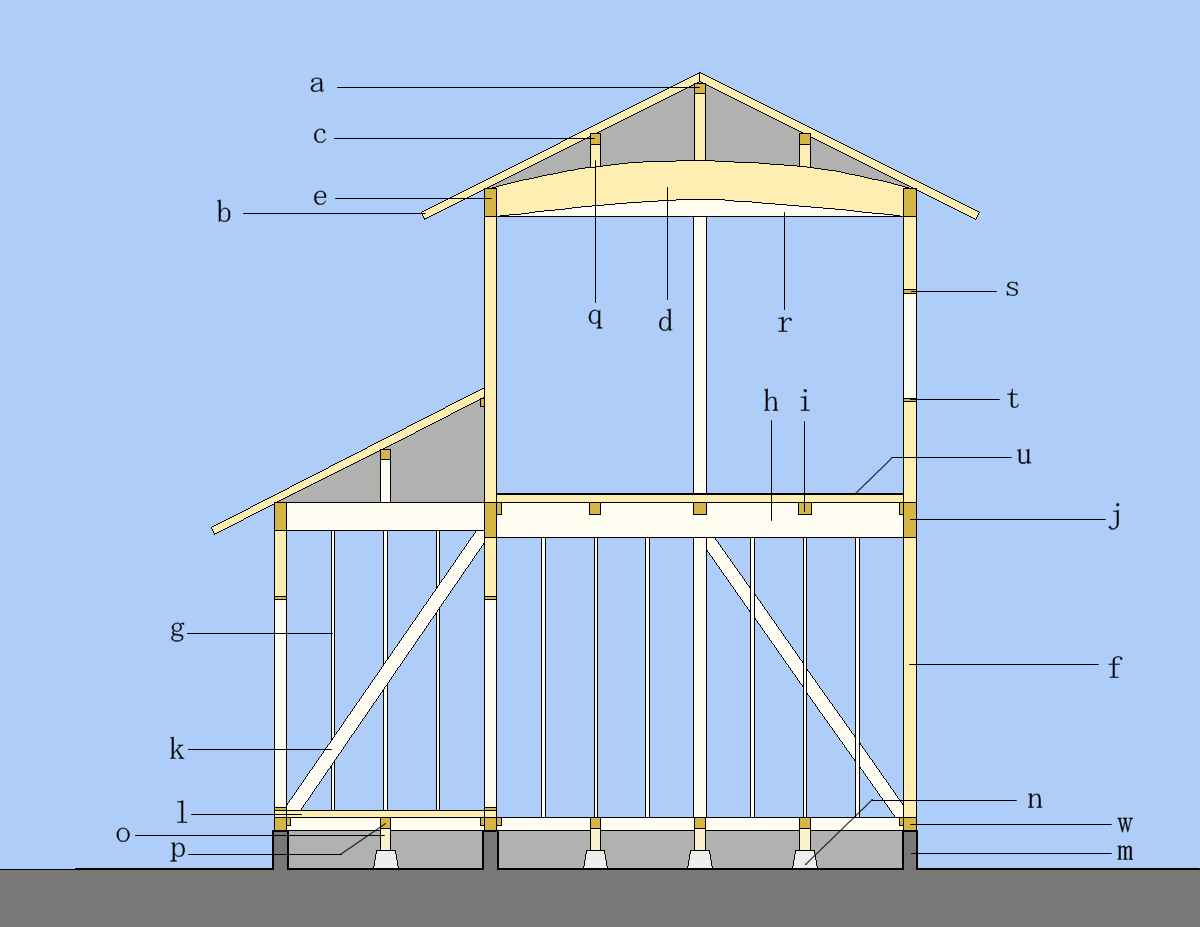
e:軒桁

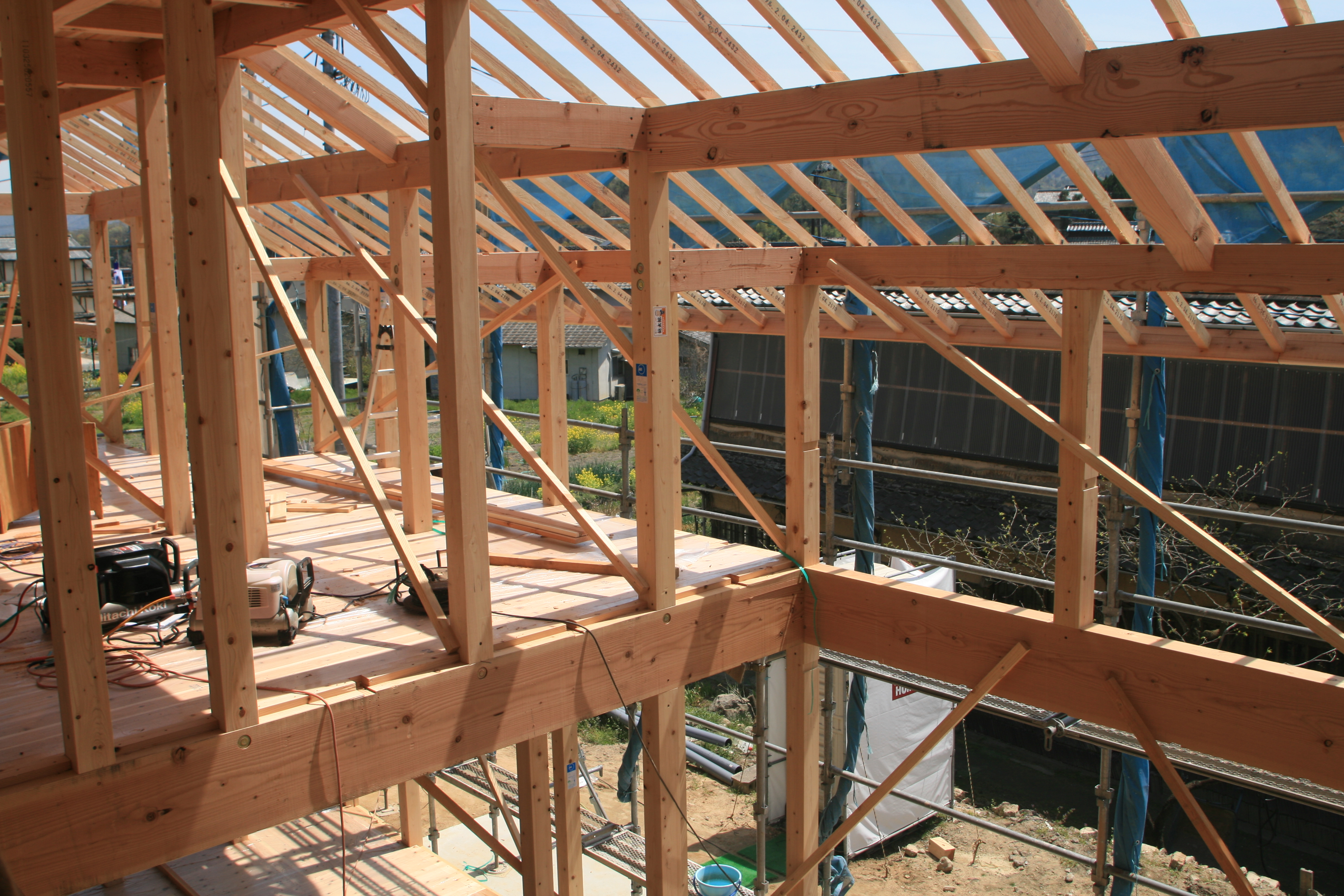
垂木・鼻隠や軒桁などが確認できる

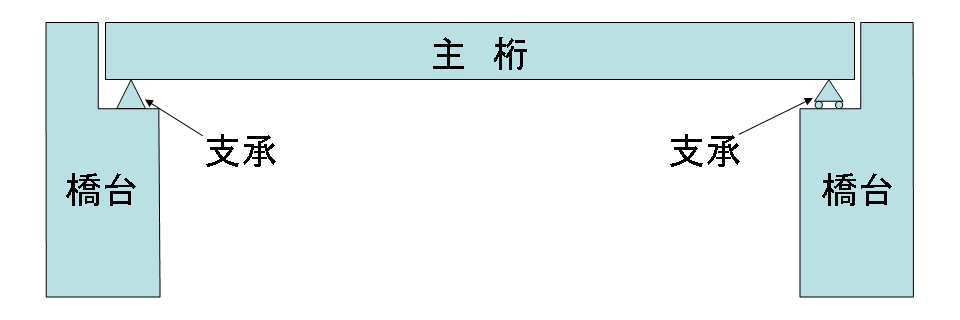
桁橋

桁（けた）は建造物において柱間に架ける水平部材。短辺方向に渡された横架材を「梁」といい、梁と直交する長辺に渡される部材を「桁」という。木造建築においては小屋梁と交差して、垂木を受けて軒と水平方向に架けられた部材をいう（軒桁）。軒桁の上面までの高さが建築基準法にいう「軒高」となる。
橋梁においては橋脚どうしを長手方向につないで橋上の重量を下部構造に伝える役目を持ち、こういった構造の橋を桁橋という。

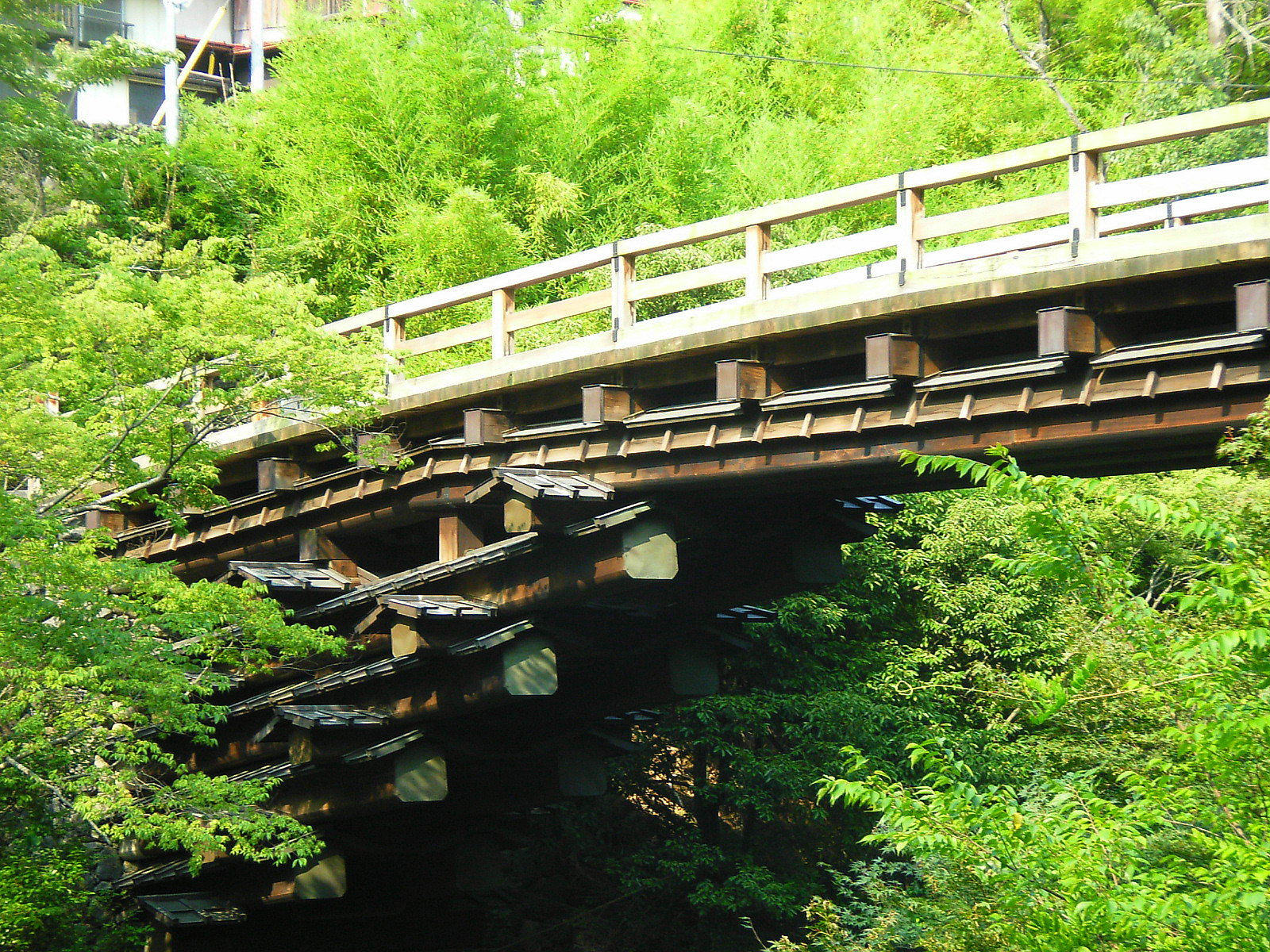
猿橋町猿橋（山梨県大月市）。橋脚間に架けられた橋桁を覆うように「桁隠し」が架けられている

煉瓦造・石造建築においても屋根を木造の小屋組でかける場合には、煉瓦上、石材上に敷桁（しきげた）を渡し、梁や根太を支えて屋根荷重を受ける。
トラス構造において用いられる桁はトラスガーダーまたは構桁（こうこう、こうげた）という。